# Spoon Sports
Pour les articles homonymes, voir Spoon.
Spoon Co. Ltd (株式会社スプーン, kabushiki kaisha Supūn) est une société japonaise créée en janvier 1988. Spoon Sports est un spécialiste en Tuning et fabricant de pièces spécialisées pour Honda. Le logo de la société de Spoon Sports est un jeu de mots sur le nom de Ichishima. Ichishima dont le prénom est Tatsuru sonne comme grue (Tsuru) . Le nom de la compagnie Spoon provient d’une courbe imprenable au circuit de Suzuka il y a 20 ans.
La compagnie modifie et course les Honda dans de nombreuses courses d’endurance
et, en outre, vend des pièces pour les amateurs de Tuning. Spoon Sport offre des pièces moteurs, suspension, ensembles de jupes, des roues, transmission, système de freinage, système de refroidissement et beaucoup plus.
La compagnie se spécialise dans le domaine du Japanese domestic market où les voitures n'obéissent plus aux normes américaines mais normes japonaises. Par exemple, les jauges deviennent métriques ainsi que le compteur de vitesse.
Parmi les éléments qui ont acquis une immense popularité sont l’étrier monobloc 4 pistons (celui que l’on voit régulièrement sur des Integra), les produits de fibres de carbone (tels que des capots, aileron, des jupes avants …), les fameuses jantes noires SW388, leurs ordinateurs, contrôleur VTEC et plusieurs autres.
La vision de Tatsuru Ichishima est d’offrir un véhicule préparé et complet et non juste des pièces installées par-ci par-là sans prendre en considération de savoir si elles travailleront en harmonie avec les unes et les autres. « Agréable et amusante, tout en étant très rapide », voici le slogan de voiture que Spoon entend créer.

## Modèles de voitures de Spoon Sports
- Honda Civic (1985)
- Integra Type R DC2 (1999)
- Civic type R (2000)
- S2000 (2000)
- S2000 Race Car (2000)
- Jazz Fit Race car #95 (2003)
- CR-Z (2010)